# Agrypin
Agrypin – imię męskie pochodzenia greckiego, oznaczające "należącego do Agryppy, pochodzącego od Agryppy". 
Żeński odpowiednik: Agrypina
Agrypin imieniny obchodzi: 3 marca i 9 listopada.